# Museo Casa del Podestà
Il Museo Casa del Podestà è una struttura museale situata a Lonato del Garda, nella provincia di Brescia, in Lombardia.

## Storia[1]

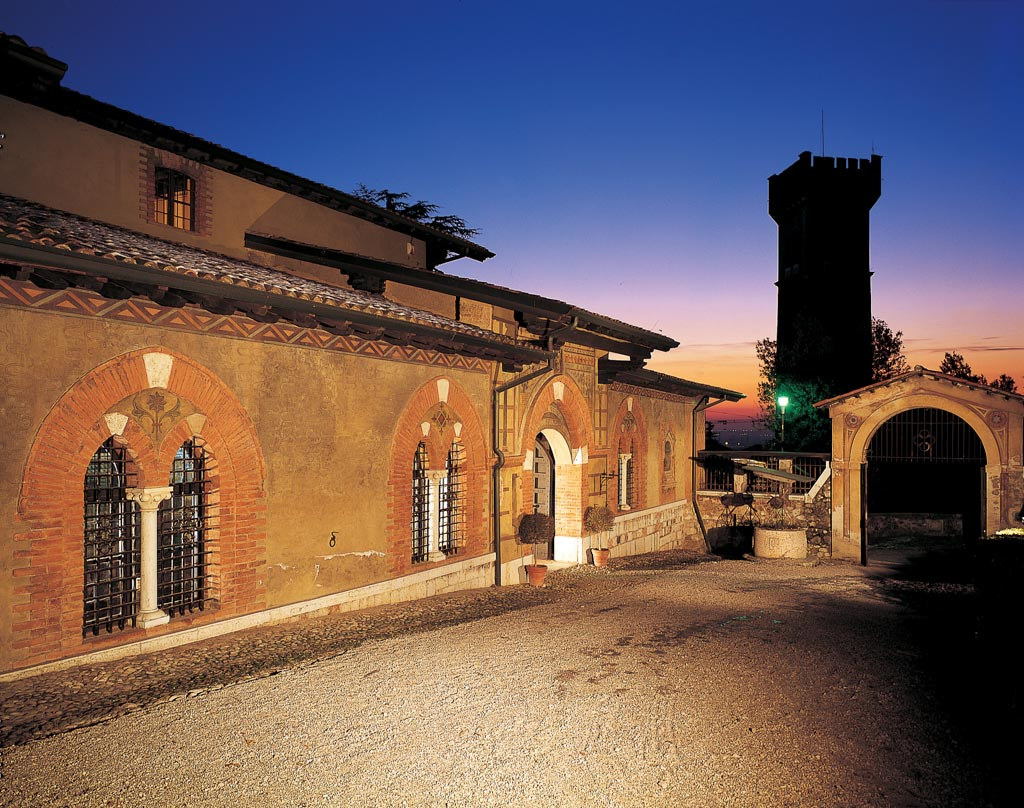
Casa del Podestà, Facciata di Ingresso, Lonato del Garda

La Casa del Podestà di Lonato del Garda venne edificata verso la metà del Quattrocento, per essere utilizzata come sede dal rappresentante di Venezia, cui era demandato il controllo del territorio.
L'area di Lonato fu una delle zone sottoposte alla dominazione della Serenissima Repubblica di Venezia dal 1441 per oltre 350 anni, fino alla sconfitta subita da Napoleone Bonaparte. La dominazione veneta ebbe solo una breve parentesi con il breve governo del Marchese di Mantova, Francesco Gonzaga (dal 1509 al 1516).
Dopo che Napoleone cedette all'Austria le terre Venete, la Casa del Podestà passò dapprima al demanio austriaco, che la rese una caserma, ed in seguito al Comune di Lonato che lasciò cadere in rovina l'edificio.

È del 6 gennaio 1906 la delibera del Comune di Lonato che prevedeva la messa all'asta di ciò che restava della Casa del Podestà a un prezzo base di 800 lire. La relazione che accompagnava la delibera recitava testualmente:
Ritenuto che questo comune da tempo immemorabile possiede fra gli altri immobili la casa posta in contrada Cittadella... che ebbe fino a quest'ultimi anni la destinazione di alloggiare truppe qui di passaggio...; ritenuto che tale immobile per la sua ubicazione non può essere affittato se non a persone di bassa condizione...; ritenuto che se il Comune si priva di detta casa compie atto di buona amministrazione sia perché attualmente è infruttifera, sia perché conservandone la proprietà deve sostenere gravi spese per la sua manutenzione; considerato il pessimo stato di conservazione della medesima... delibera di vendere all'asta pubblica... la Casa più sopra descritta.
L'8 aprile 1906 venne stilato l'atto ufficiale di acquisto della Proprietà da parte dell'avvocato e deputato liberale Ugo Da Como. 
Vista l'importanza storica dell'edificio, Ugo Da Como chiese al più importante architetto bresciano, Antonio Tagliaferri (1835-1909), di compiere un restauro restitutivo della Casa, in modo che fosse riportata allo splendore dell'epoca in cui venne edificata. L'intento era quello di restituire l'antica dignità all'edificio veneto, corredandolo di tutti gli arredi adeguati dell'epoca che ne potessero costituire una Casa-Museo da abitare, secondo la moda diffusa tra '800 e '900.

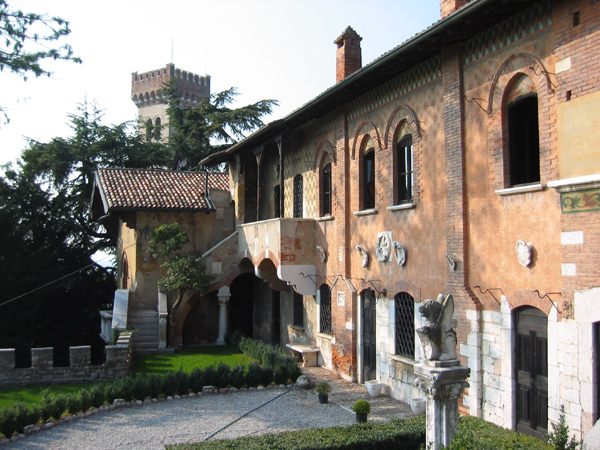
Casa del Podestà, Facciata, Lonato del Garda

Durante la sua vita, Ugo Da Como collezionò oltre 50 000 volumi e codici miniati, oltre a dipinti, suppellettili e oggetti di arredo. La Casa del Podestà è una vera e propria " Casa-Biblioteca" che conserva e rende disponibili agli studiosi, i volumi raccolti durante la vita del Senatore e può essere annoverata tra le collezioni private più importanti dell'Italia settentrionale.
La Casa del Podestà venne abitata fino al 1941 da Ugo Da Como che morì proprio a Lonato e dalla moglie Maria Glisenti che morì nel 1944.
La Casa fa parte di un complesso monumentale dominato dalla Rocca visconteo-veneta. Il tutto è oggi di proprietà della Fondazione Ugo Da Como, che lo stesso Senatore volle istituire alla sua morte e che venne riconosciuta dallo Stato Italiano nel 1942.

## Descrizione

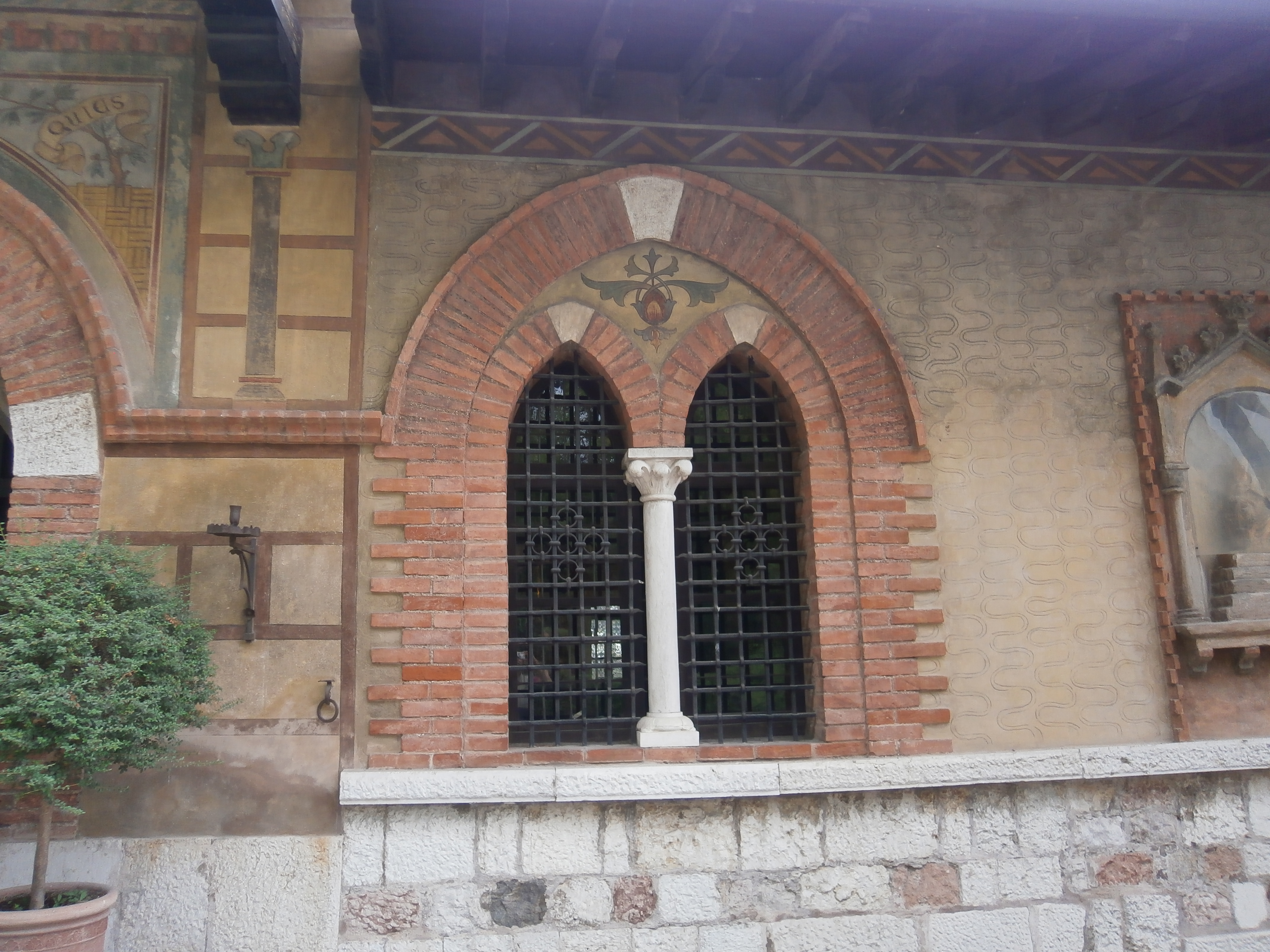
Casa del Podestà, bifora sesto acuto, Lonato del Garda

## Descrizione[1]

### La Facciata
La facciata attuale dell'edificio è il frutto dell'intervento del restauro effettuato da Antonio Tagliaferri tra il 1907 e il 1909. 
Le superfici esterne sono caratterizzate da un intonaco policromo graffito, arricchito da frammenti antichi in pietra e terracotta murati. Le tre bifore ad arco acuto poste sulla facciata sono un richiamo evidente all'architettura del Quattrocento che ispirò l'intervento" in stile" voluto da Ugo Da Como.
Al di sopra del portone d'ingresso è stato posto lo stemma di Lonato del Garda. L'inscrizione latina recita: Ferream aetatem excipit amicitia et quies " Amicizia e quiete confortano il duro vivere".

### La Galleria

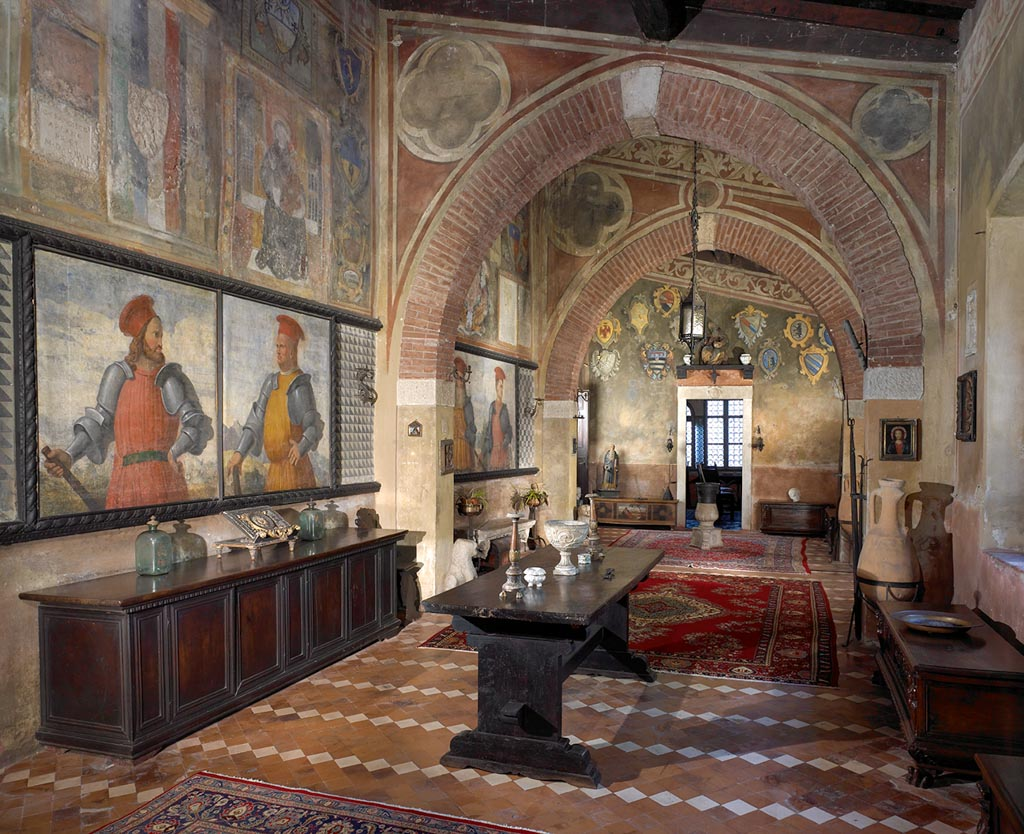
Casa del Podestà, Galleria, Lonato del Garda

Probabilmente questo ambiente venne creato chiudendo un porticato. Nelle tre pareti decorate si trovano la quattrocentesca Madonna in trono con Bambino e gli stemmi delle principali famiglie bresciane a cui appartennero i podestà che ressero Lonato. I quattro Ritratti di uomini d'arme del pittore Girolamo Romanino ( strappi da affresco, posti su tela) vennero acquistati da Ugo Da Como nel 1920. Tra i quattro personaggi, affrescati verso il 1515, è riconoscibile Virginio Orsini.
Al centro della stanza si trova il cinquecentesco mortaio in bronzo con basamento in marmo.

### Lo Studio di Ugo Da Como
Questa stanza prende luce da una grande finestra trifora con vetri piombati colorati, evidente omaggio al periodo veneto al quale Ugo Da Como volle riportare idealmente l'edificio.
Anche la collocazione e il riadattamento del soffitto ligneo policromo, con formelle del '400 e del '500, risale all'intervento di restauro operato da Antonio Tagliaferri.
Sulle pareti dello Studio si trovano alcune delle più importanti nomine e riconoscimenti offerti al Da Como durante la sua attività da uomo di politica e di cultura.

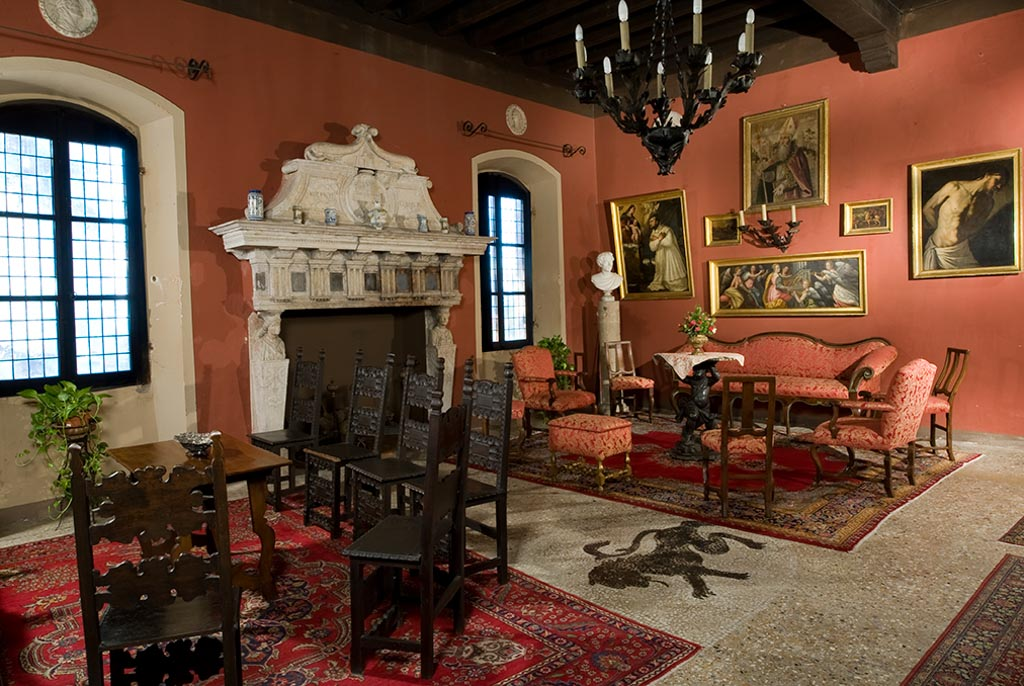
Casa del Podestà, Sala Rossa, Lonato del Garda

### La Sala Rossa
È il grande salotto della Casa e prende il nome dal colore dell'intonaco sul quale spiccano alcuni dei dipinti costituenti la quadreria: oltre duecento pezzi dal XV al XX secolo sono dislocati nei venti ambienti della dimora lonatese. 
Quasi tutti i quadri in questa sala facevano parte della raccolta del padre di Ugo, Giuseppe Da Como (1842-1886); si può pensare che il figlio proseguisse una tradizione collezionista molto sentita in famiglia e a cui volle rendere un preciso omaggio in questa stanza. Sono, in prevalenza, dipinti di scuola lombarda e veneta. 
Il busto di marmo collocato nell'angolo della stanza raffigura Cicerone e arrivò a Lonato in seguito al legato di Giuseppe Zanardelli (1826-1903) del quale Da Como fu esecutore testamentario. Originariamente il busto era collocato nella sala d'onore della villa gardesana di Fasano, costruita per lo statista da Antonio Tagliaferri.
Al centro del pavimento, a seminato veneziano, compare lo scudo araldico con l'emblema di Brescia: il leone rampante. Il grande camino in marmo cinquecentesco venne acquistato e riadattato a questa sala.

### Il Salottino

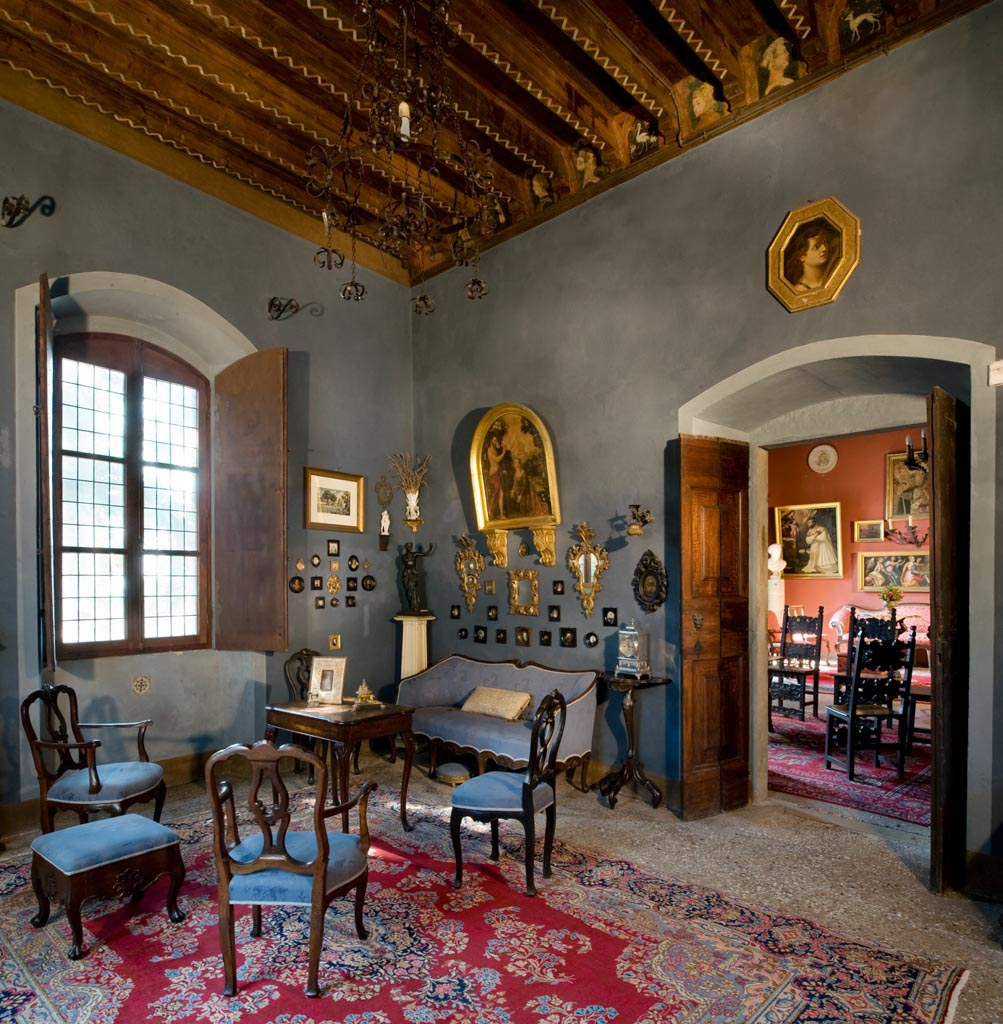
Casa del Podestà, Salottino, Lonato del Garda

Questo intimo salotto era riservato a Maria Glisenti (1870-1944), moglie di Ugo Da Como. Nella stanza vi sono collocati alcuni mobili del '700 e numerose porcellane policrome di manifattura germanica, napoletana e veneta.
Una ricca serie di ritratti in miniatura, alcuni dei quali di famiglia, ingentiliscono le pareti; il padre Giuseppe e il nonno Filippo, oltre al ritrattino dello stesso Da Como, figurano nel gruppo.
Le tavolette del soffitto, raffiguranti volti di profilo, allegorie e animali fantastici, furono acquistate dal Da Como e appartengono all'ambito cremonese della produzione bembesca di metà Quattrocento.
Il Paesaggio arcadico con armenti e figure, del Settecento, è del bellunese Marco Ricci ( Belluno 1676-Venezia 1729). Il dipinto, oltre che per la particolare importanza, si segnala perché proveniente dalla casa di Moniga del Garda del Senatore Pompeo Gherardo Molmenti (Venezia 1852- Roma1928), amico di Ugo Da Como.

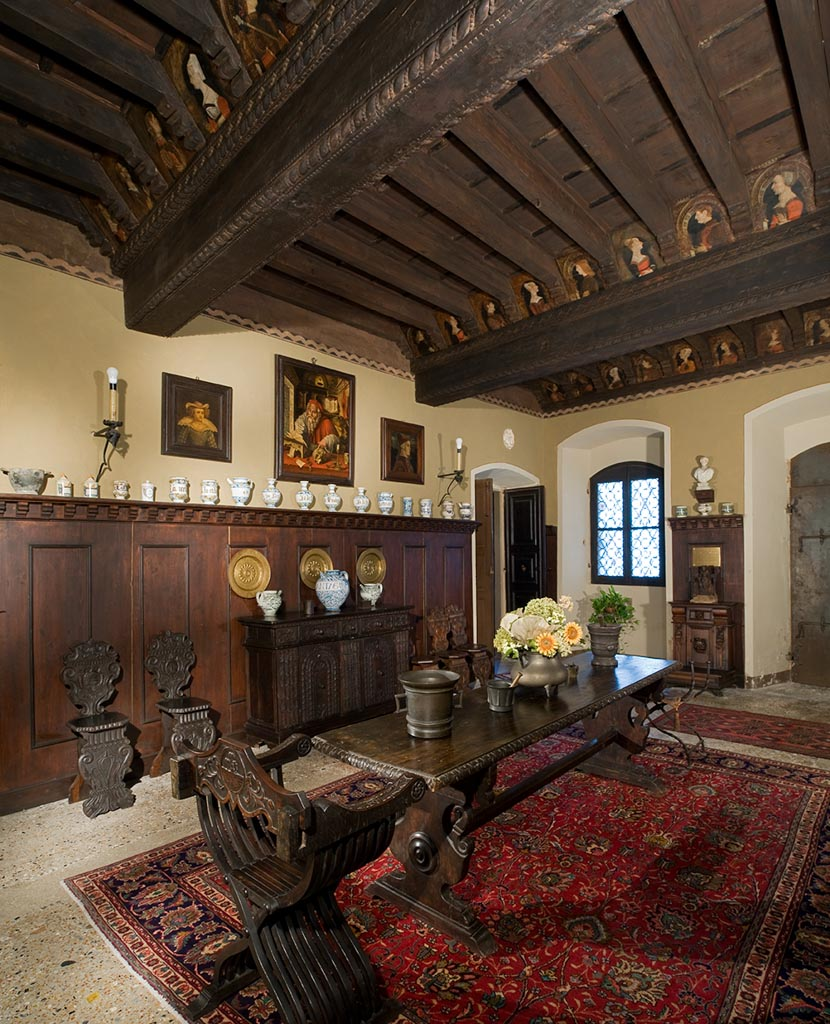
Casa del Podestà, Sala Antica, Lonato del Garda

### La Sala Antica
In questo ambiente Ugo Da Como cercò di proporre una sala da pranzo del Quattrocento, il periodo di riferimento per i restauri della dimora podestarile. Al fine di riuscire nel suo scopo adattò alla stanza un soffitto a cassettoni policromo d'inizio Cinquecento che si trovava, precedentemente, nel palazzo Ugoni-Cigola-Ducos di via Carlo Cattaneo 62 a Brescia. Le travi intagliate mostrano tracce di policromia e sono tipiche della produzione bresciana, fortemente influenzata dall'artigianato veneziano.
Anche il camino quattrocentesco proviene dal medesimo sito.
Di particolare bellezza sono i vasi in maiolica posti a coronamento dei pannelli in legno che rivestono le pareti. Si tratta in prevalenza di albarelli da farmacia.

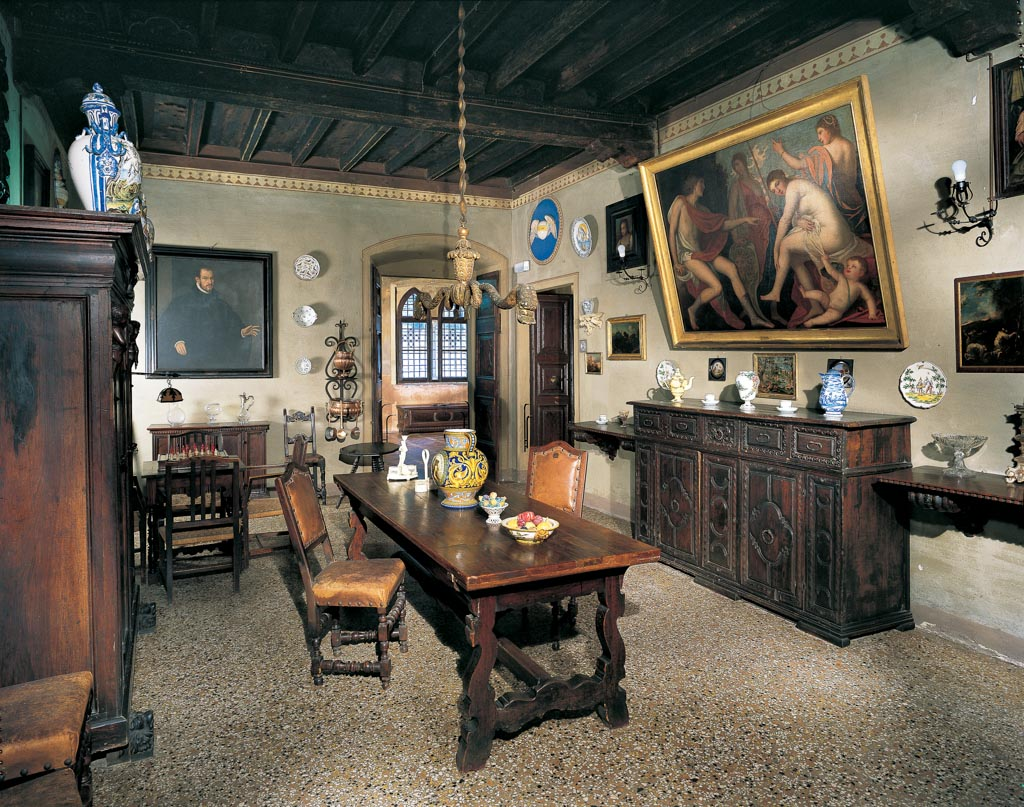
Casa del Podestà, Sala da Pranzo, Lonato del Garda

### La Sala da Pranzo
Tutta questa ala della Casa è comunicante con il giardino interno. Sulle pareti, accanto ai dipinti, sono disposti alcuni piatti in maiolica, secondo una moda molto diffusa al principio del Novecento. Tra questi, la coppia in porcellana con cineserie è di manifattura lombarda del Settecento.
I quattro grandi tondi policromi, anch'essi in maiolica, murati al di sopra dei quattro ingressi della stanza, raffigurano simbolicamente le quattro età dell'uomo.
Il grande dipinto con Il giudizio di Paride è opera di Alessandro Varotari detto il Padovanino ( Padova 1588- Venezia 1648) ed era di proprietà di Giuseppe Da Como, il padre di Ugo.
Al di sotto si possono trovare due miniature del bresciano Faustino Joli (1814-1876) raffiguranti Cani.

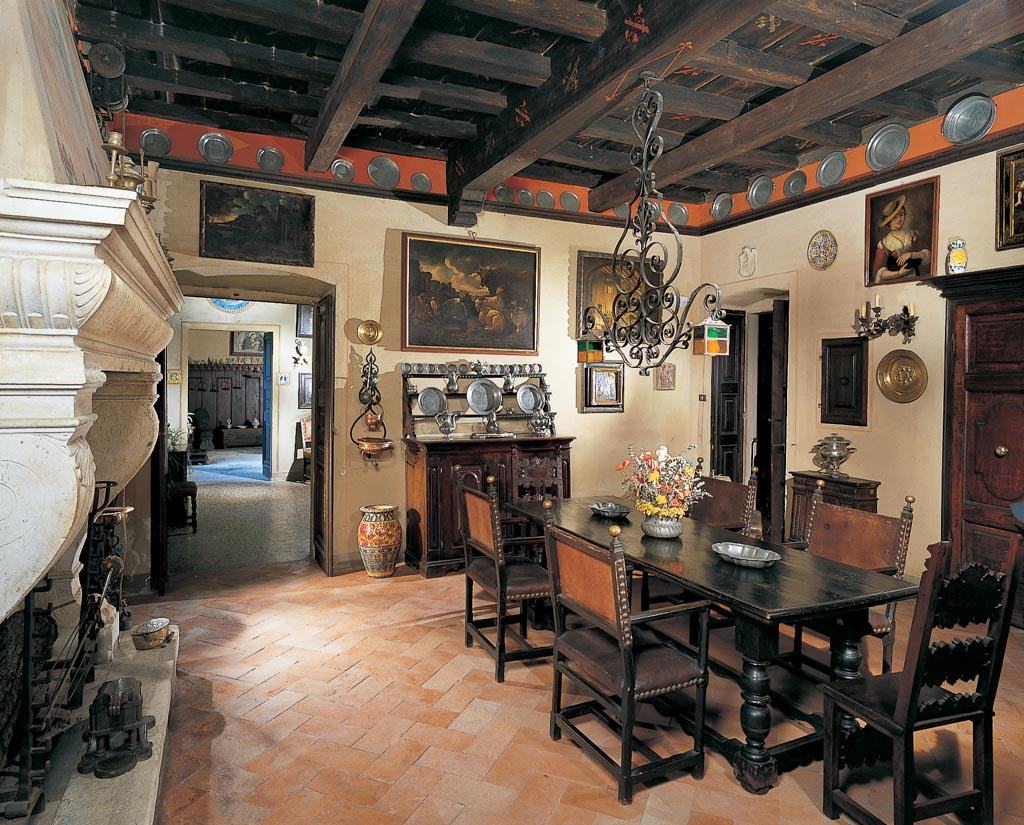
Casa del Podestà, Sala dei Peltri, Lonato del Garda

### La Sala dei Peltri
Gli oggetti in peltro, tra '800 e '900, erano particolarmente ricercati dai collezionisti. Questa sala ne conserva oltre duecento: si tratta di oggetti prodotti in Italia ed in altri paesi europei e alcuni di questi recano il punzone delle fabbriche bresciane peltraie. 
Al di sopra della credenza con piattaia è appeso un dipinto pastorale seicentesco di Philipp Peter Roos detto Rosa da Tivoli ( Francoforte sul Meno 1657-1796) e poco oltre la curiosa tela del bresciano Gaudenzio Botti (1698-1775) raffigurante un Attentato alla locanda. 
Accanto al grande camino è tutt'oggi collocato un meccanismo a contrappeso che conferiva movimento allo spiedo. 
La sala conserva pure una piccola tela con Uccelli al nido e ghiandaia di Giorgio Duranti (1687-1753).

### Il Tinello
L'ambiente più raccolto della Casa, è costituito da un arredamento sobrio entro il quale spicca il notevole comò seicentesco riccamente intagliato di manifattura bergamasca. 
Il tavolo centrale è apparecchiato con alcune stoviglie in terraglia Wedgwood e vetri soffiati degli anni Trenta; le saliere sono in argento con opaline. Tra i dipinti che qui si conservano va segnalata la serie di sei teste di carattere, opere settecentesche.

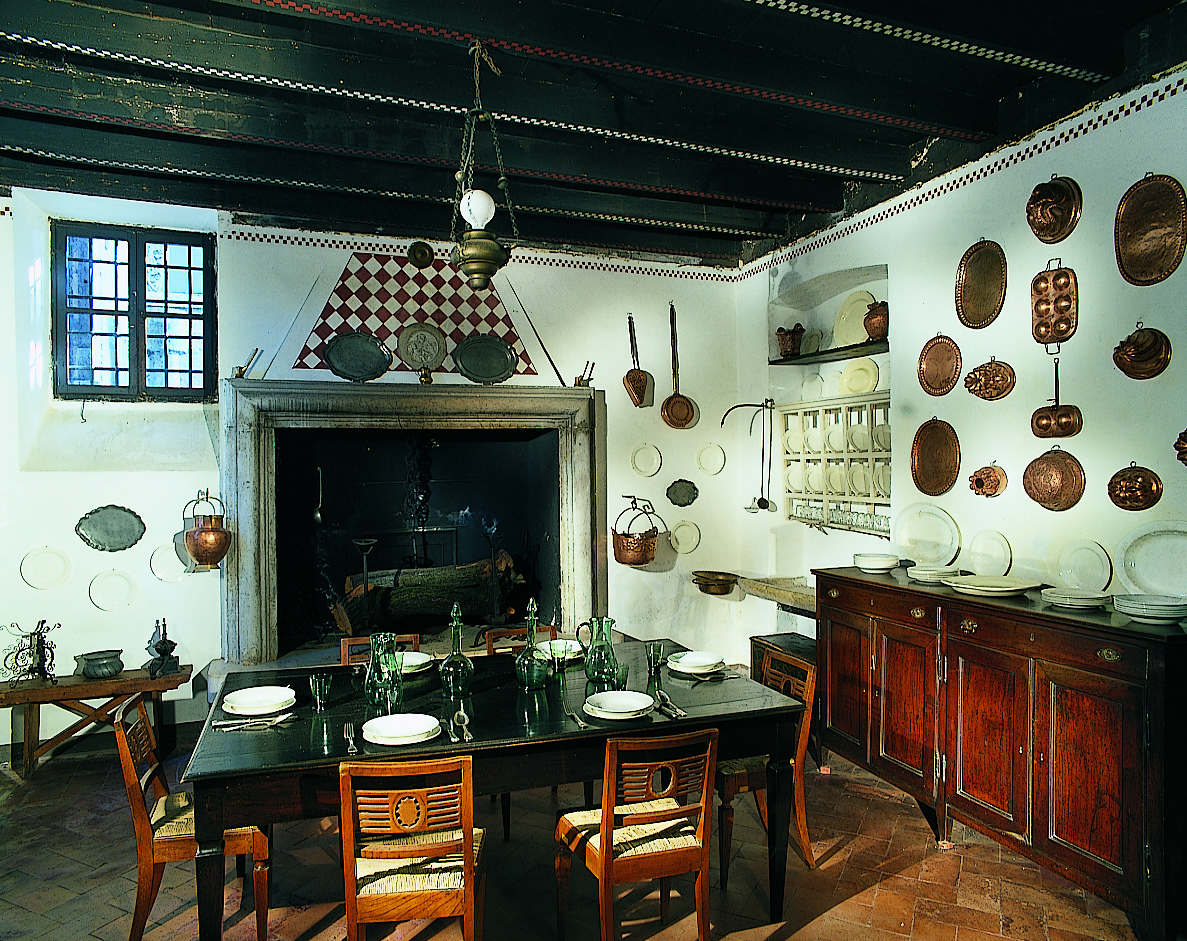
Casa del Podestà, Cucina, Lonato del Garda

### Le Cucine
Pur essendo ambienti di servizio vi figurano oggetti curiosi e di notevole interesse.
Sotto la finestra è visibile una "cucina economica"; sulla parete di fronte, un lavandino in pietra con sgocciolatoio in legno e numerosi utensili.
La belle serie di rami comprende esemplari del Seicento; questi oggetti furono salvati dalle requisizioni della Seconda Guerra Mondiale in quanto individuati come oggetti di pregio e caratterizzanti le raccolte della Casa del Podestà.

### Il Corridoio
Le pareti si distinguono per la curiosa decorazione bicroma di matrice quattrocentesca, dovuta ai lavori di restauro d'inizio secolo. 
Sulla cassapanca seicentesca è posto un tipico "cappellinaio" in legno che serviva anche come appendiabiti. Al di sopra sono collocate alcune maioliche e al centro una terracotta seicentesca: bozzetto preparatorio per una scultura raffigurante L'estasi di Santa Teresa d'Avila.

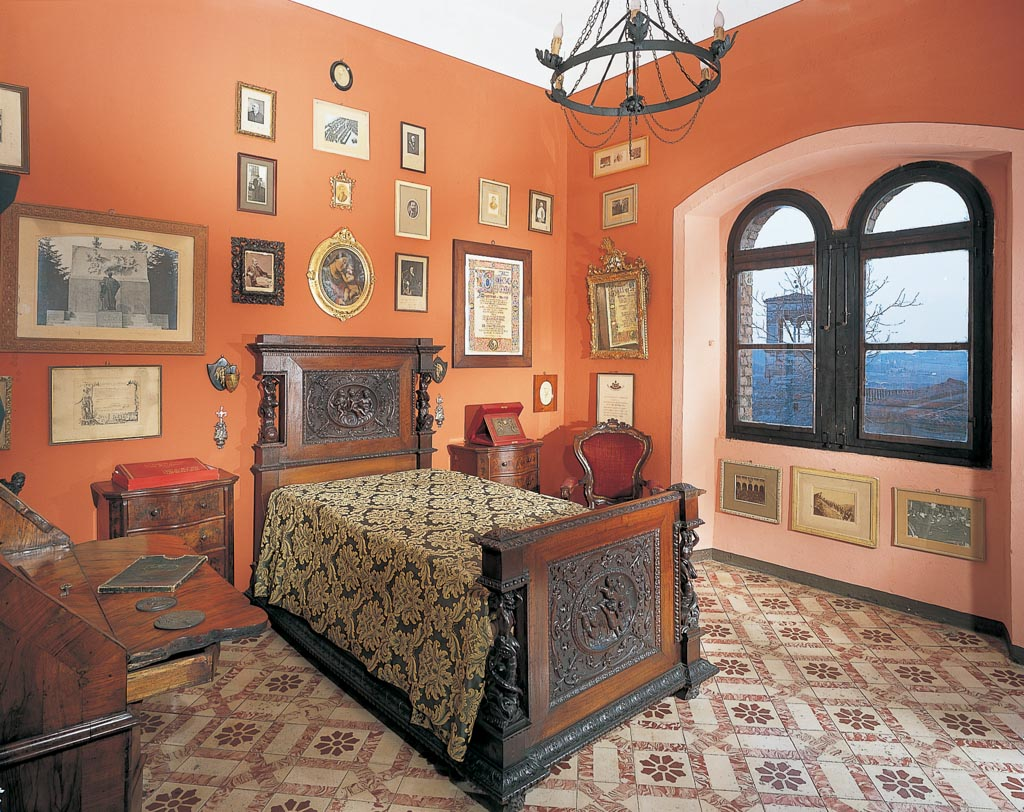
Casa del Podestà, Camera da letto, Lonato del Garda

### L'Atrio
Sulla parete è dipinta una trifora con colonne tortili contenente i nomi e i cognomi dei 90 Podestà che governarono Lonato e i territori annessi nel primo secolo di dominazione veneta (dal 1440 al 1542).

### La Camera da letto
Il motto latino desunto da Seneca, e che compare al di sopra della finestra, Recte facti fecisse merce est " La ricompensa di una buona azione consiste nell'averla compiuta" veniva spesso aggiunto a margine delle lettere che Ugo Da Como scriveva.
Sulle pareti compaiono numerosi ritratti fotografici di amici: Giuseppe Zanardelli, Giangiacomo Morando, Pompeo Molmenti con cui divideva la passione collezionista e per gli studi storici. 
Il letto è in noce intagliata, databile alla fine dell'Ottocento, con putti festanti e creature marine.

### La Camera degli ospiti

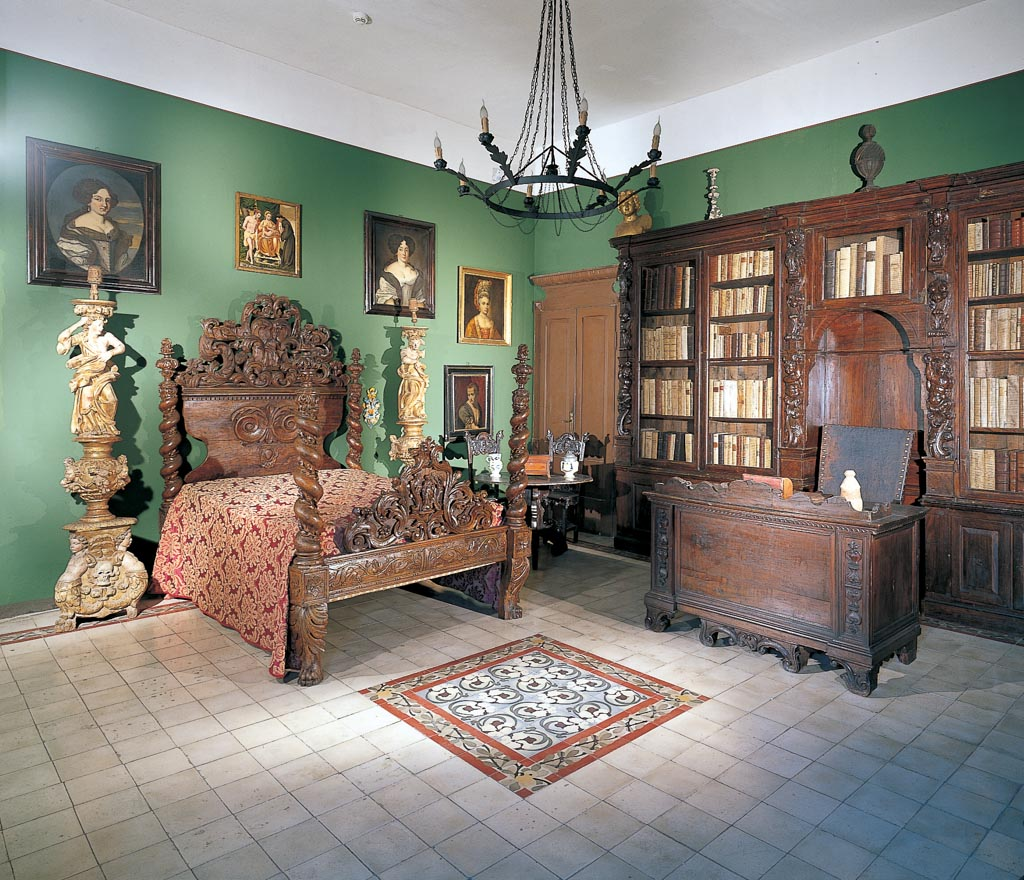
Casa del Podestà, Camera degli Ospiti, Lonato del Garda

Il letto seicentesco e la grande libreria sono mobili barocchi. Quest'ultima contiene il fondo di incunaboli ed è costruita impiegando elementi settecenteschi riccamente intagliati con putti, cherubini e grappoli di frutta. L'ambito di produzione è quello dei bresciani Boscaì. Ai lati del letto sono poste due torciere seicentesche policrome e dorate.

### La Sala Nocivelli
Dopo la “Camera degli ospiti” incontriamo una stanza particolare, dedicata a Luigi Nocivelli (1930-2006) originario di Verolanuova.
Figura particolarissima, appartenente alla classe imprenditoriale bresciana, insignito del cavalierato della Legion d’Onore dal Presidente dello Stato francese, Luigi Nocivelli coltivò la passione per il libro antico. La moglie e i figli hanno deciso di affidare alla Fondazione Ugo Da Como il deposito decennale della raccolta privata di antichi volumi a stampa illustrati, prevalentemente d’argomento architettonico.
Si tratta di un insieme di quasi quattrocento rari volumi databili tra il XV e il XX secolo.
Questa stanza era per Ugo Da Como un ambiente di studio. In considerazione della passione bibliofila che animò tanto il Senatore, quanto Luigi Nocivelli, si è deciso di accogliere proprio qui i libri tanto amati e ricercati dall’imprenditore bresciano, al fine di poterli rendere accessibili agli studiosi che ne facciano richiesta.
La Famiglia Nocivelli ha depositato i volumi antichi custoditi nei mobili in legno disegnati e appositamente fatti realizzare da Luigi Nocivelli. La stanza conserva inoltre una grande scultura eseguite da Francesco Messina (1900-1995), considerato uno dei maggiori scultori figurativi italiani del Novecento, si tratta di un Nudo muliebre un bronzo patinato di notevole potenza espressiva.
Le pareti riportano dipinti della Raccolta di Ugo Da Como, tra tutti segnaliamo in particolar modo i due disegni a carboncino raffiguranti la Madonna con Bambino, eseguiti dal pittore bresciano Gaetano Cresseri (Brescia 1870-1933), artista molto amico del Senatore cui si devono alcune decorazioni pittoriche realizzate per la “Cittadella di cultura” di Lonato.
Sul tavolo è posto un bronzo di Vincenzo Gemito (Napoli 1852-1929) raffigurante L’acquaiolo che tradizionalmente è ritenuto un dono del Primo ministro Giuseppe Zanardelli (Brescia 1826-1909) a Ugo Da Como.

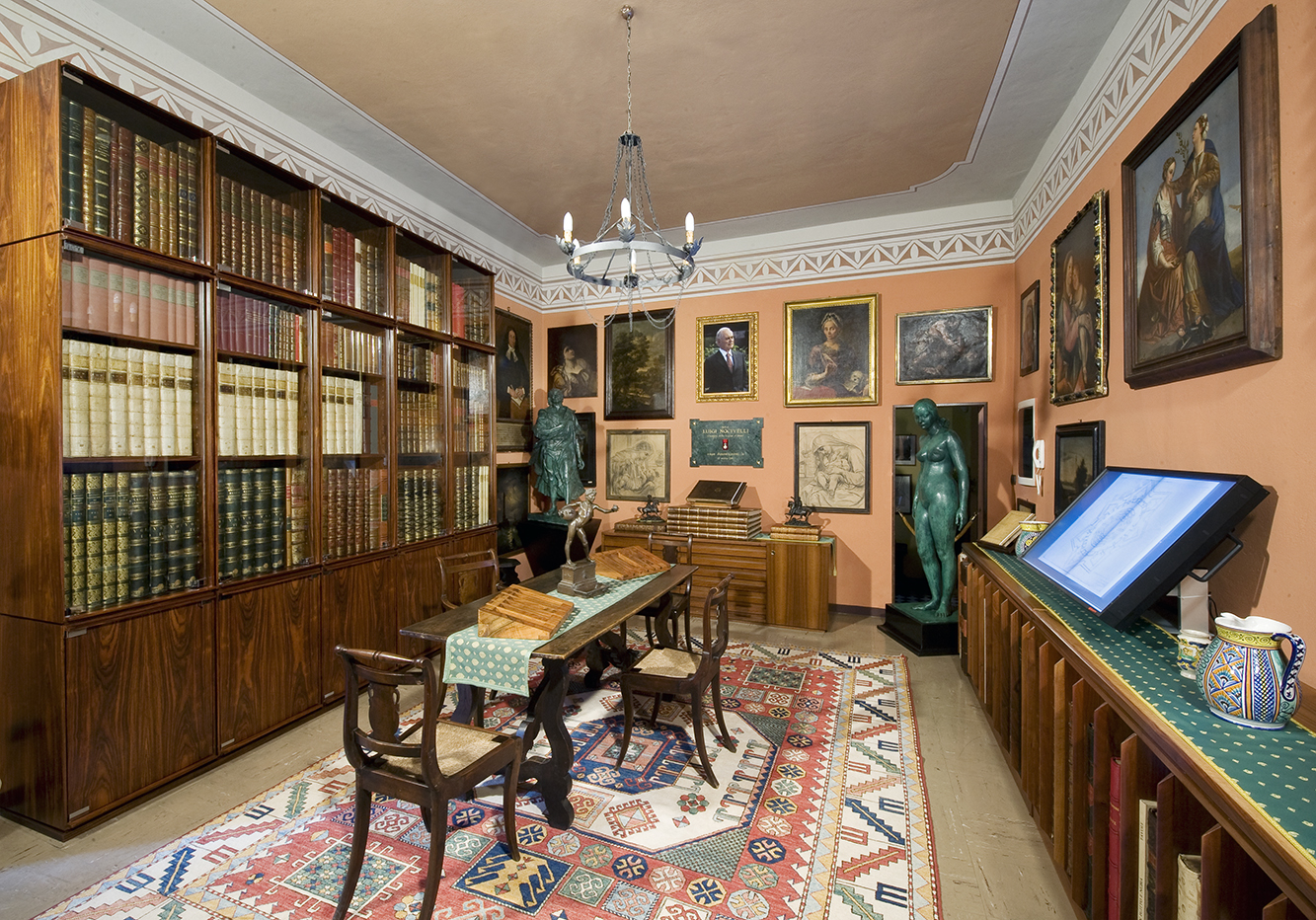
Casa del Podestà, Sala Nocivelli, Lonato del Garda

### La Sala Cerutti
Era chiamata già dal Da Como " Sala Cerutti" perché vi aveva collocato i libri antichi della biblioteca di Jacopo Cerutti, erudito lonatese vissuto nell'Ottocento. 
Nell'armadio Luigi Filippo si trova il fondo di circa 500 manoscritti. 
Il soffitto accoglie il motto latino Libris satiaris nequeo "non riesco a saziarmi di libri" che conferma la passione bibliofila del Da Como. 
Tra le numerose incisioni appese alle pareti si segnalano il Sant'Eustachio e il San Giovanni Battista del bresciano Girolamo Muziano (Acquafredda 1528 o 1532 - Roma 1592), artista cinquecentesco al quale Da Como dedicò nel 1930 una monografia. Gli importanti Capricci all'acquaforte, settecenteschi, sono di Giambattista Tiepolo (Venezia 1696 - Madrid 1770).

### Il Corridoio
Attraversa l'intero primo piano e dà accesso alle camere agli ambienti di studio. 
Alle pareti spicca la serie completa delle dodici acquetinte (verso il 1835) raffiguranti le Vedute del Lago di Garda di Domenico Macanzoni (Verona 1803-1873).
Meritano una menzione le cinque tavole a matita di Antonio Tagliaferri eseguite per Ugo Da Como in occasione del restauro della Casa del Podestà che sono state donate nel 2000 dall'Associazione Amici della fondazione Ugo Da Como.
Più avanti, quattro tavole da gioco all'acquaforte incise negli ultimi anni del Seicento da Giuseppe Maria Mitelli (Bologna 1634-1718) e di fronte la serie di scene di genere di Giovanni Volpato (Bassano 1740- Roma 1803) su disegno del veneziano Domenico Maggiotto (Venezia 1713-1794).

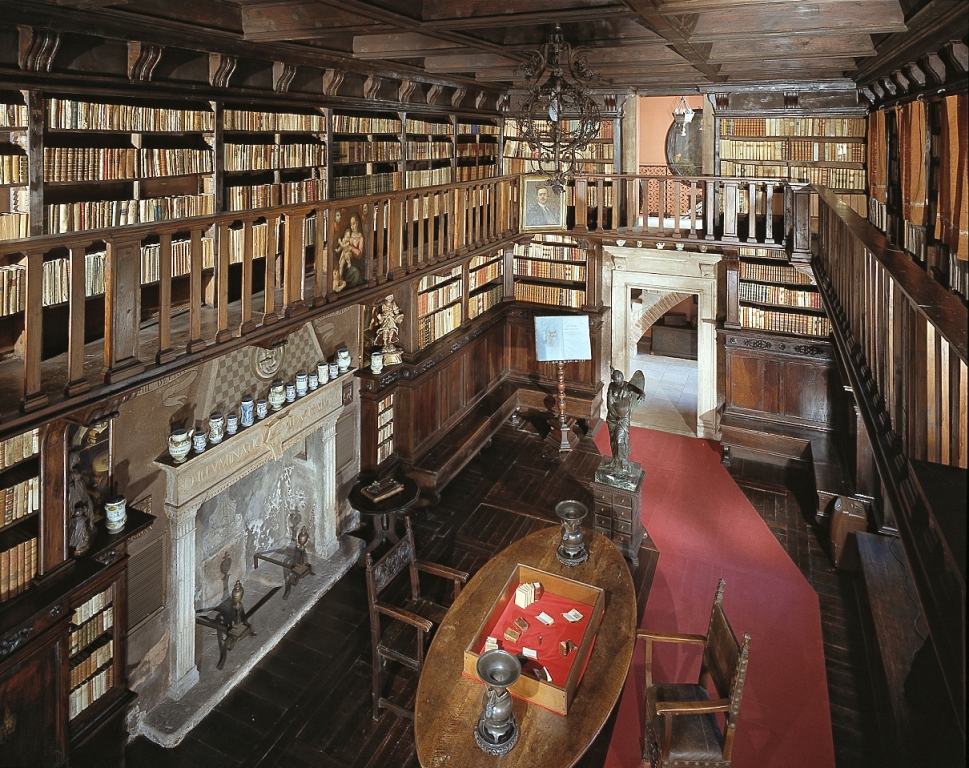
Casa del Podestà, Sala della Vittoria, Lonato del Garda

### La Sala della Vittoria
Così definita perché ospita una riproduzione in scala minore, in bronzo, della celebre Vittoria Alata oggi conservata al Museo del Capitolium a Brescia, la sala è particolarmente studiata dal punto di vista dell'ambientazione.
La parte inferiore in legno è ricavata da un coro monastico del Seicento e il grande soffitto propone la classica tipologia rinascimentale dei lacunari.
I due motti latini sono affiancati alle vanitas seicentesche: Si hortum cum bibliotheca habeas nihil deerit " Se hai un giardino con una biblioteca non ti mancherà nulla" il motto deriva da Cicerone e Hic mortui vivunt pandunt oracula muti " Qui vivono i morti, muti svelano oracoli".
Nell'angolo della balaustra è collocato il Ritratto di Ugo Da Como, fatto eseguire dalla Fondazione al pittore Emilio Pasini (1872-1953).

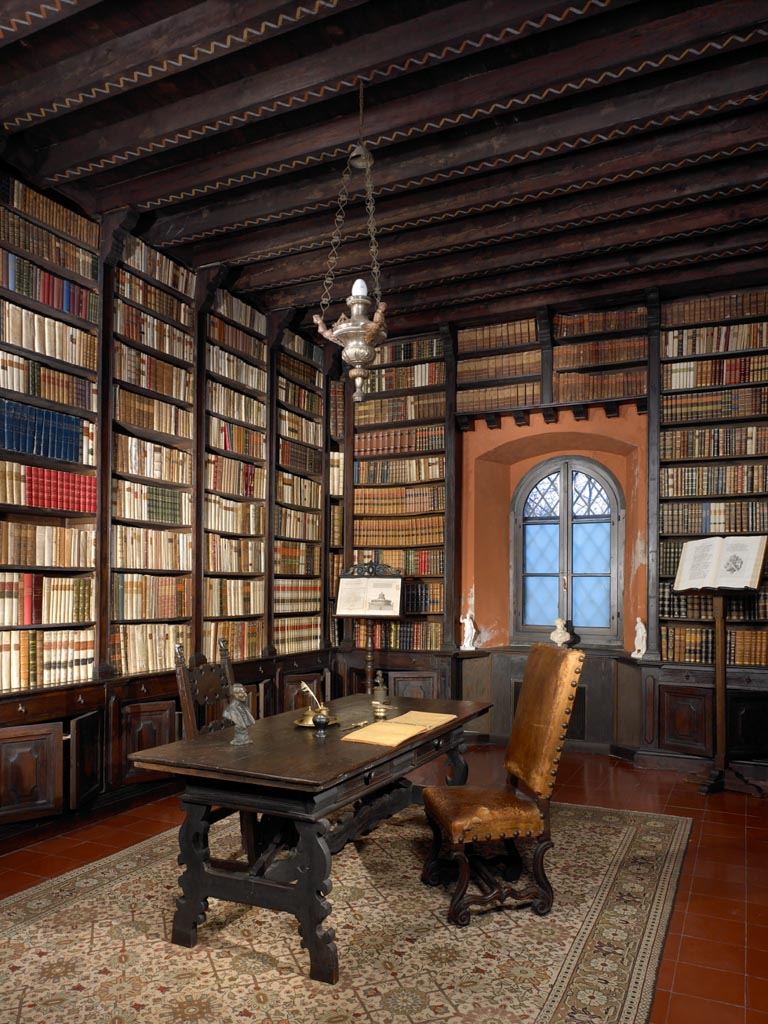
Casa del Podestà, Sala bresciana, Lonato del Garda

### L'Atrio
È caratterizzato dall'elegante scala in pietra quattrocentesca e dalla bifora che si apre sul giardino.
Nella cassaforte bresciana del Seicento è collocato il fondo di opere di Lucio Anneo Seneca.
Il soffitto dell'atrio comprende una serie di tavolette d'inizio Cinquecento.

### La Sala bresciana
Così definita perché conserva molte opere di carattere bresciano e benacense, la sala ospita il bozzetto in bronzo di Odoardo Tabacchi (Valganna 1836-Milano 1905) per il monumento ad Arnaldo da Brescia, collocato nell'omonimo piazzale cittadino nel 1882 per volontà di Giuseppe Zanardelli, qui ricordato da un piccolo busto in bronzo di Ettore Ximenes (Palermo 1855-Roma 1926). 
L'importante targa in bronzo rappresenta un'allegoria che celebra Ugo Da Como: la figura impersonifica il paese di Lonato (riconoscibile dallo stemma) che porge un ramo di alloro al busto del senatore. Quest'opera fu offerta da Lonato e dai comuni bresciani limitrofi in occasione della mancata elezione a deputato nel 1919.

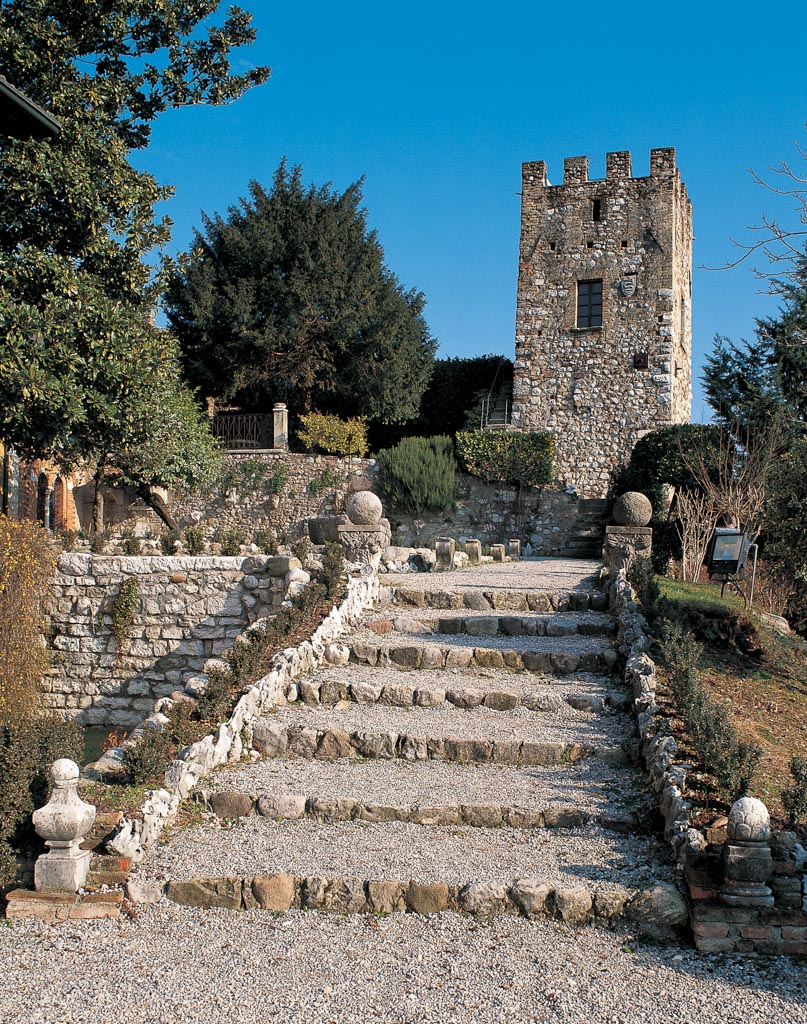
Casa del Podestà, Torre e giardini, Lonato del Garda

### La Torre
La Torre e la muraglia di pietra sono tutto ciò che resta dell'antica fortificazione di Lonato.
Antonio Tagliaferri aveva pensato per questa torre un coronamento neogotico che però non venne mai realizzato: Ugo Da Como preferì una soluzione più rispettosa dell'originaria struttura quattrocentesca. Al suo interno sono esposti numerosi reperti archeologici (tra questi alcuni erano inclusi nell'arredo della Casa del Podestà) e frammenti di maiolica graffita prevalentemente rinascimentale (ritrovati all'interno delle mura della Rocca durante alcuni lavori di scavo). Lo stemma con il Biscione ricorda la dominazione viscontea a Lonato.

### La facciata sul giardino
Il giardino è disposto su quattro terrazze raccordate da tre rampe di scale. La facciata della Casa del Podestà è interamente decorata. L'intonaco è graffito e accoglie alcuni stemmi di famiglie bresciane e riferimenti al periodo di dominazione veneta. 
Ai lati della bifora sono dipinte due raffigurazioni di Lonato circondata dalle mura medievali.
La facciata rivolta verso la Biblioteca venne decorata nel 1934.
La trifora neogotica ospita al centro l'allegoria della Giustizia e ai lati San Giovanni Battista e un altro santo evangelista, probabilmente San Marco. Ne è autore Giuseppe Trainini (1872-1940) di Brescia.
L'iscrizione latina Praetores aedes restitutae anno MCMIX ricorda l'avvenuto restauro del Tagliaferri, conclusosi nel 1909.

## Galleria d'immagini

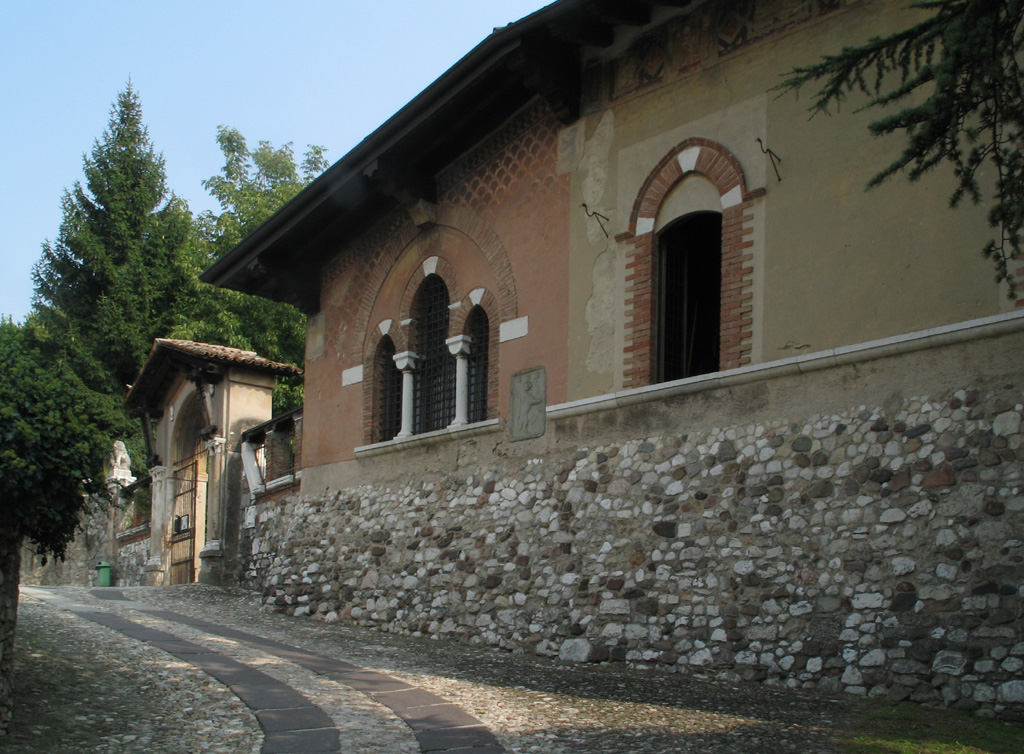
Fronte strada
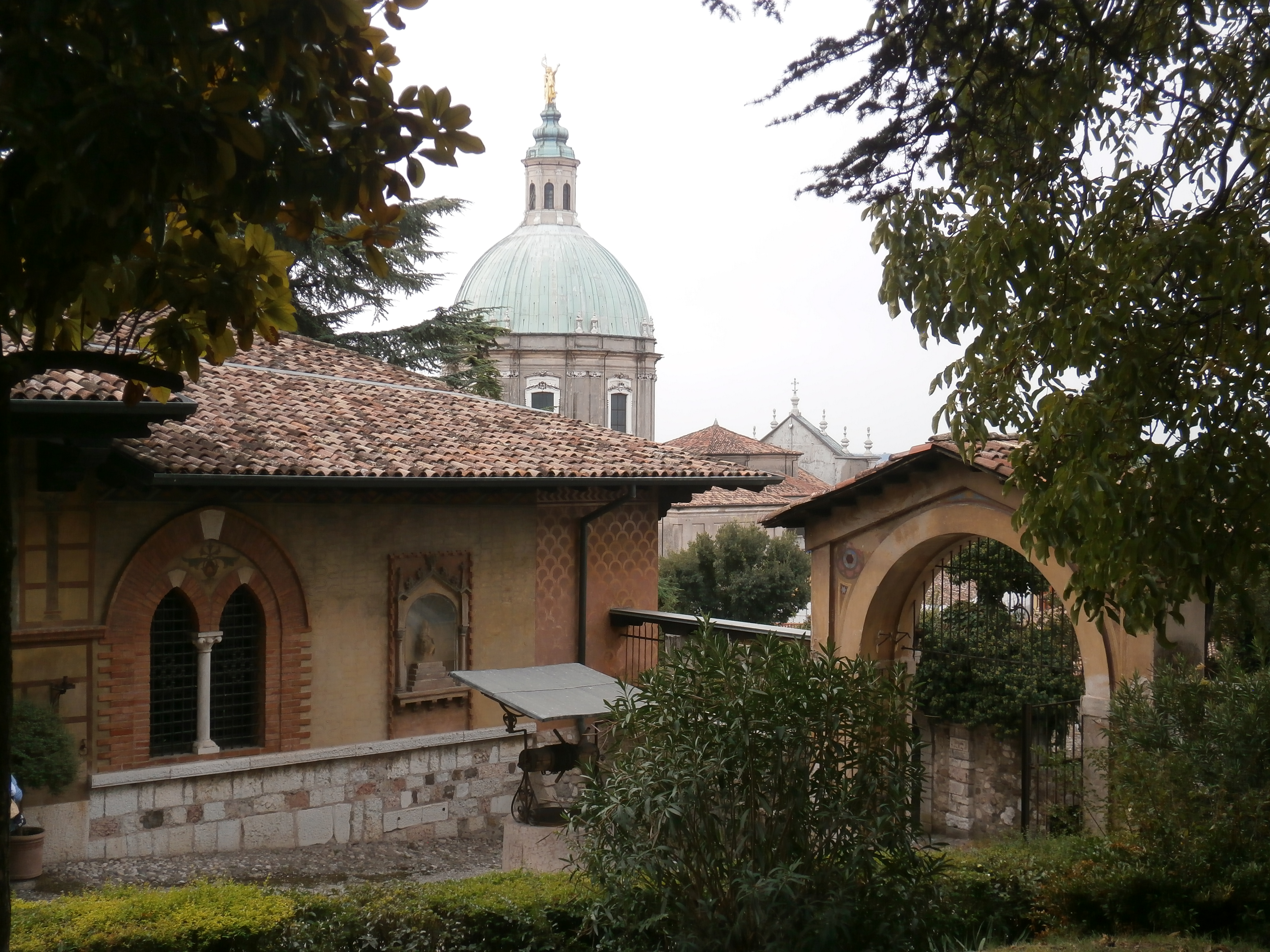
Entrata
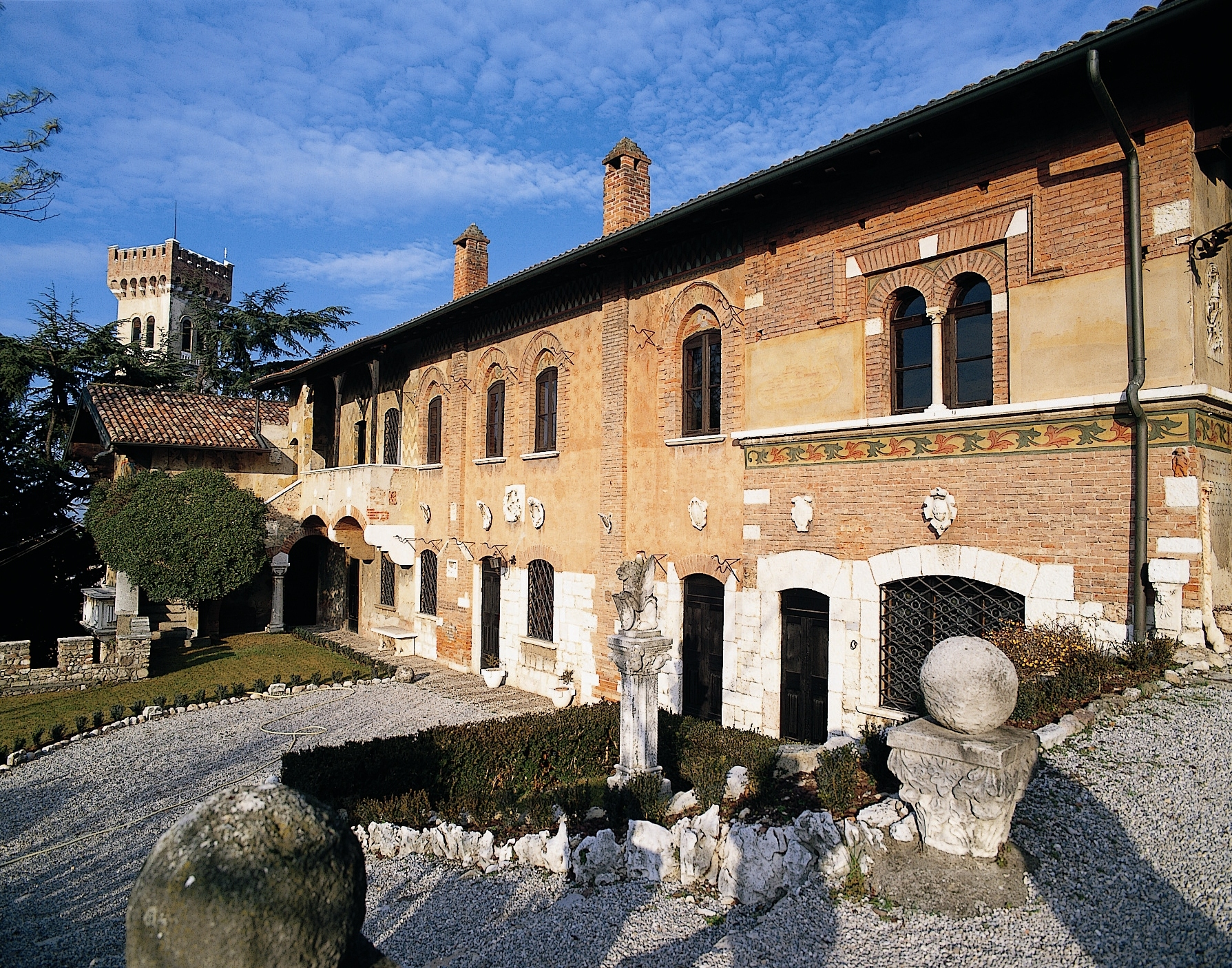
Giardino
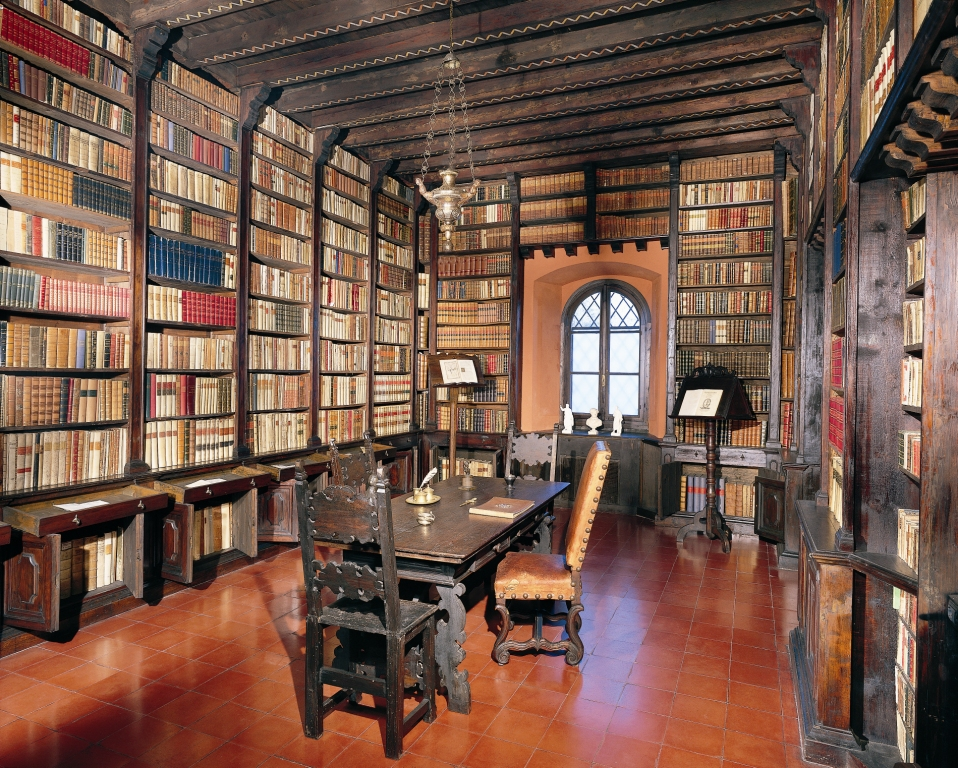
Sala bresciana
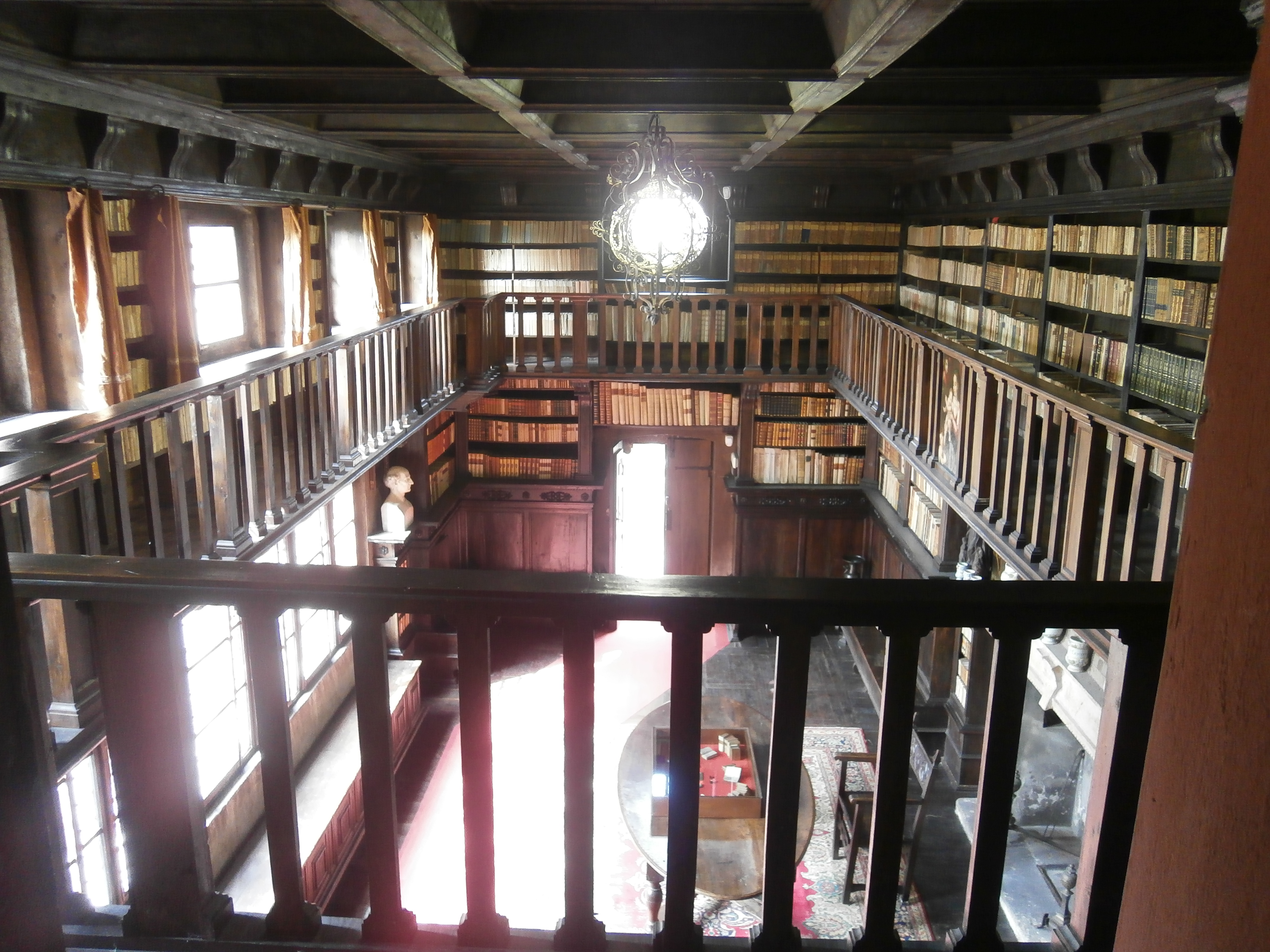
Sala della vittoria
Ritratti in affresco attribuiti a pittore nell'ambito del Romanino
Ritratti in affresco attribuiti a pittore nell'ambito del Romanino